# Melanoplus daemon
Melanoplus daemon är en insektsart som beskrevs av Strohecker 1963. Melanoplus daemon ingår i släktet Melanoplus och familjen gräshoppor. Inga underarter finns listade i Catalogue of Life.